# Michael Svoboda
Michael Svoboda (Viena, 15 de octubre de 1998) es un futbolista austriaco que juega en la demarcación de defensa para el Venezia F. C. de la Serie A.

## Selección nacional
Tras jugar en las categorías inferiores de la selección, finalmente el 10 de octubre de 2024 hizo su debut con la selección de Austria en un partido de la Liga de Naciones de la UEFA 2024-25 contra Kazajistán que finalizó con un resultado de 4-0 a favor del combinado austriaco tras los goles de Christoph Baumgartner, Philipp Lienhart, Marcel Sabitzer y Matthias Seidl.

## Clubes
| Club          | País    | Año       | Partidos | Goles |
| ------------- | ------- | --------- | -------- | ----- |
| SV Schwechat  | Austria | 2016      | 3        | 0     |
| FC Stadlau    | Austria | 2016-2018 | 43       | 3     |
| WSG Tirol     | Austria | 2018-2020 | 62       | 5     |
| Venezia F. C. | Italia  | 2020-     | 108      | 2     |